# Фибропенобетон
Фибропенобетон -  представляет собой прочный теплоизоляционный и конструкционный(λ=0,065-0,175) ячеистый бетон плотностью 160—1200 кг/м3  состоящий из песчано-цементного раствора с незначительным содержанием синтетических волокон (фибры)  и пенообразователя.
В отличие от газобетона  для производства фибропенобетона не используется известь,   газообразователи, например, алюминиевая пудра; а также не требуется пропаривание в автоклаве[уточнить]. Фибропенобетон по свойствам идентичен бетонам естественного твердения, устойчив к большинству химических разрушающих факторов. Фибропенобетон необходимо защищать от атмосферных осадков.

## Свойства
- негорючий материал;
- обладает высокими звукоизолирующей и звукопоглощающей способностью;
- экологически безопасен[источник не указан 2641 день];